# Surba
Surba ist eine französische Gemeinde mit 333 Einwohnern (Stand 1. Januar 2022) im Kanton Sabarthès im Arrondissement Foix. Sie liegt auf einer Höhe von etwa 550 Metern über dem Meeresspiegel im Département Ariège in der Region Okzitanien. Das Gemeindegebiet gehört zum Regionalen Naturpark Pyrénées Ariégeoises.

## Geographie

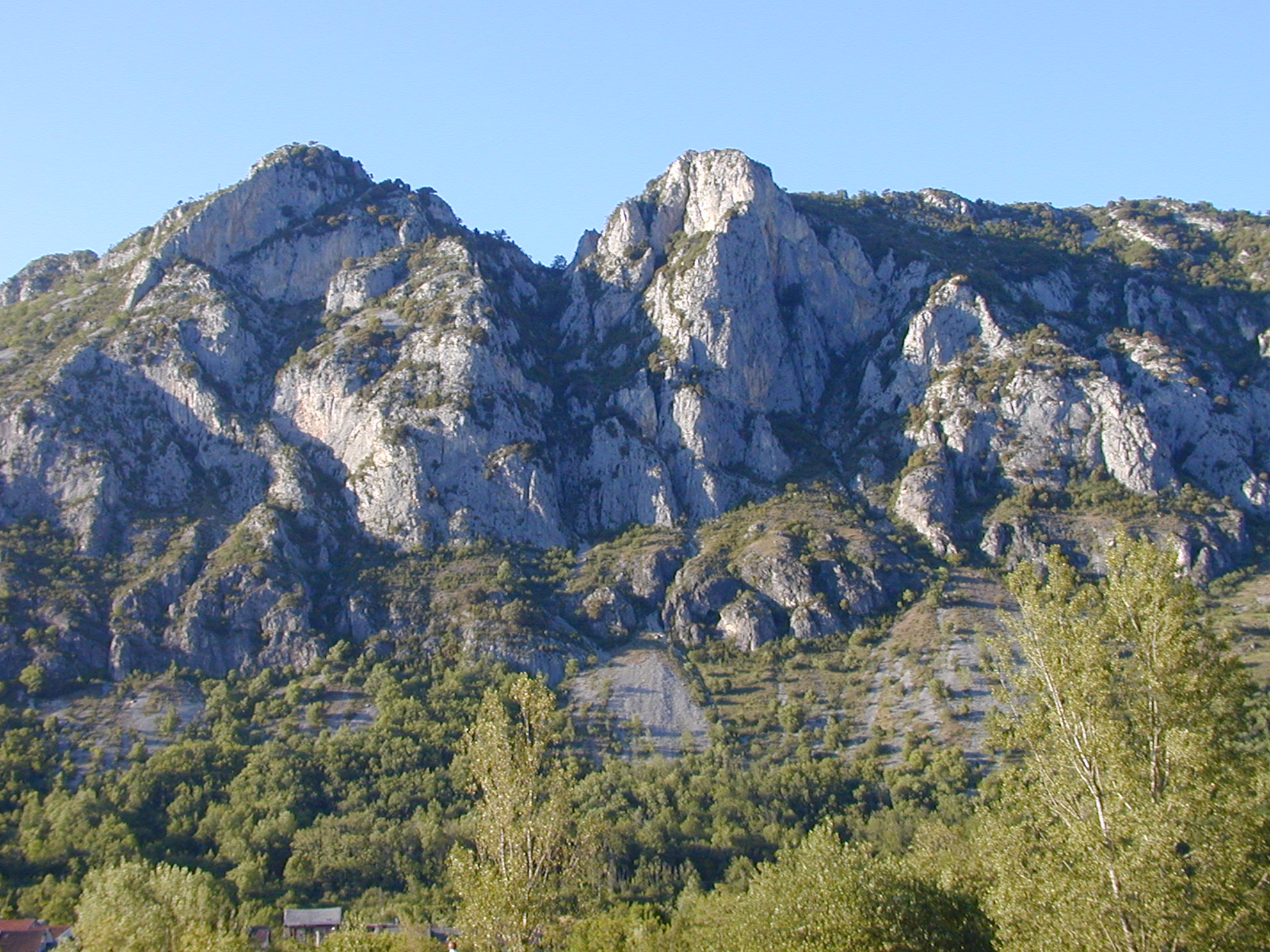
Le Sédour nördlich von Surba

Surba liegt im Tal des Courbière (Vallée de la Courbière). Im Osten reicht das Gemeindegebiet bis an den Fluss Ariège heran, wo die Courbière einmündet. Die nächsten Orte sind Banat etwa einen Kilometer südwestlich und Quié etwa zwei Kilometer südöstlich von Surba. Der Fluss Courbière fließt in West-Ost-Richtung durch den Südteil Surbas. Nördlich von Surba, unmittelbar an der Ortsgrenze, ragt die Felswand des Le Sédour in die Höhe und erreicht 1045 Meter über dem Meeresspiegel; der Berg schirmt den Ort praktisch von Norden her ab. Tarascon-sur-Ariège, der Hauptort des gleichnamigen Kantons, liegt etwa drei Kilometer südöstlich von Surba.

## Demographie
| Jahr      | 1968 | 1975 | 1982 | 1990 | 1999 | 2006 | 2016 |
| Einwohner | 179  | 234  | 320  | 381  | 343  | 349  | 324  |

## Geschichte
Die früheste Erwähnung stammt aus dem Jahr 961 als Sdrebane. 1375 wird Surba als Soyrebano, 1390 als Soyriba, 1445 als Sorba, 1450 als Sobira festgehalten. Ab der Französischen Revolution etabliert sich Surbo. Ob der Name des Flusses Courbière mit dem Namen Surba zusammenhängt ist noch nicht geklärt.
Eine weitere Sehenswürdigkeit der Gemeinde ist die im 11. Jahrhundert erbaute romanische Kirche des Hl. Nikolaos. Diese wird 1375 schriftlich erwähnt als sancti Nicholay de Soyrebano.